# الفئات الحمراء الخمس

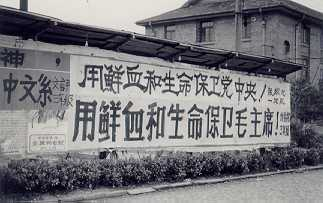
نذور الولاء التي أطلقها حرس جامعة فودان في شنغهاي: "ندافع عن اللجنة المركزية بدمائنا وأرواحنا! ندافع عن الرئيس ماو بدمائنا وأرواحنا!"

الفئات الحمراء الخمس خلال الثورة الثقافية في الصين (1966 - 1976) كانت هذه الطبقة الاجتماعية هي الطبقة المفضلة من قبل الحزب الشيوعي الصيني، على عكس الفئات السوداء الخمس التي تم تصنيفها على أنها تهديدات أو أعداء محتملين. في بداية الثورة الثقافية سُمح للحرس الأحمر فقط بالانتماء إلى «الفئات الحمراء الخمس». وشملت هذه:
- الفلاحون الفقراء ومتوسطو الدخل.
- العمال.
- الجنود الثوريون: داخل جيش التحرير الشعبي.
- الكوادر الثورية:[1][2] الذين هم أعضاء نشطون في الحزب الشيوعي الصيني ويتمتعون بوضع جيد
- شهداء الثورة: بما في ذلك أفراد الأسرة المباشرين والأطفال والأحفاد إن وجد، وأقارب أعضاء الحزب الشيوعي الصيني المتوفين وأفراد خدمة جيش التحرير الشعبي الذين قتلوا أثناء الحروب.[1][3]